# Natação artística no Campeonato Mundial de Esportes Aquáticos de 2023 - Rotina técnica dueto misto

A competição de de natação artística na categoria rotina técnica dueto no Campeonato Mundial de Esportes Aquáticos de 2023 fora realizada nos dias 14 e 16 de julho de 2023 na Marine Messe Fukuoka em Fukuoka, no Japão. Ao todo, 16 Comitês Olímpicos Nacionais compostos por duplas, totalizando 32 atletas participaram do evento.

## Cronograma
Todos os horários estão na Hora Legal Japonesa (UTC+09).
| Data        | Hora  | Evento        |
| ----------- | ----- | ------------- |
| 15 de junho | 14:00 | Eliminatórias |
| 16 de junho | 16:30 | Final         |

## Formato da competição
A competição consiste em duas rodadas: preliminar e final. As 12 melhores duplas avançam até a final e aquela com o melhor tempo garante a medalha de ouro. 

## Medalhistas
| Ouro                              | Prata                                   | Bronze                           |
| Japão · Tomoka Sato · Yotaro Sato | Espanha · Dennis González · Emma García | China · Cheng Wentao · Shi Haoyu |

## Resultados
| Pos. | CON           | Nadadores                                | Eliminatória | Eliminatória | Final         | Final         |
| Pos. | CON           | Nadadores                                | Pontos       | Pos.         | Pontos        | Pos.          |
| ---- | ------------- | ---------------------------------------- | ------------ | ------------ | ------------- | ------------- |
| 1    | Japão         | Tomoka Sato Yotaro Sato                  | 227.7200     | 3            | 255.5066      | 1             |
| 2    | Espanha       | Dennis González Emma García              | 244.1433     | 1            | 248.0499      | 2             |
| 3    | China         | Cheng Wentao Shi Haoyu                   | 188.7334     | 7            | 247.3033      | 3             |
| 4    | México        | Itzamary González Diego Villalobos       | 228.0075     | 2            | 223.6066      | 4             |
| 5    | Reino Unido   | Ranjuo Tomblin Beatrice Crass            | 190.0833     | 5            | 215.2967      | 5             |
| 6    | Colômbia      | Gustavo Sánchez Jennifer Cerquera        | 168.5900     | 12           | 210.1833      | 6             |
| 7    | Cazaquistão   | Eduard Kim Nargiza Bolatova              | 192.0333     | 4            | 204.0967      | 7             |
| 8    | Chile         | Theodora Garrido Nicolas Campos          | 177.4817     | 8            | 200.4767      | 8             |
| 9    | Sérvia        | Jelena Kontić Ivan Martinović            | 169.6216     | 11           | 191.1167      | 9             |
| 10   | Coreia do Sul | Kim Ji-hye Byun Jae-jun                  | 188.9558     | 6            | 190.2934      | 10            |
| 11   | Bélgica       | Renaud Barral Lisa Ingenito              | 170.9367     | 10           | 189.2567      | 11            |
| 12   | Peru          | Sandy Quiroz Álvaro Aronés               | 177.0883     | 9            | 187.5250      | 12            |
| 13   | Porto Rico    | Javier Ruisanchez Nicolle Torrens        | 165.3800     | 13           | Não avançaram | Não avançaram |
| 14   | Tailândia     | Voranan Toomchay Kantinan Adisaisiributr | 162.9283     | 14           | Não avançaram | Não avançaram |
| 15   | Alemanha      | Frithjof Seidel Michelle Zimmer          | 158.3550     | 15           | Não avançaram | Não avançaram |
| 16   | Cuba          | Andy Avila Carelys Valdes                | 108.1650     | 16           | Não avançaram | Não avançaram |